# Sehnsucht (singel Jimmy’ego Makulisa)
Sehnsucht – utwór austriackiego wokalisty Jimmy'ego Makulisa, napisany przez Leopolda Andrejewisza i nagrany oraz wydany w 1961 roku. Singiel reprezentował Austrię podczas finału 6. Konkursu Piosenki Eurowizji w tym samym roku.
Podczas konkursu, który odbył się 18 marca 1961 roku w Palais des Festivals w Cannes, utwór został zaprezentowany jako trzeci w kolejności i ostatecznie zdobył zaledwie 1 punkt, kończąc udział na przedostatnim, piętnastym miejscu w ogólnej klasyfikacji, remisując na ostatniej pozycji z reprezentantem Belgii – Bobem Bennym, który zgłosił się do udziału w imprezie z piosenką „September, gouden roos”. Dyrygentem orkiestry podczas występu Makulisa był Franck Pourcel.